# Фауна Чувашии

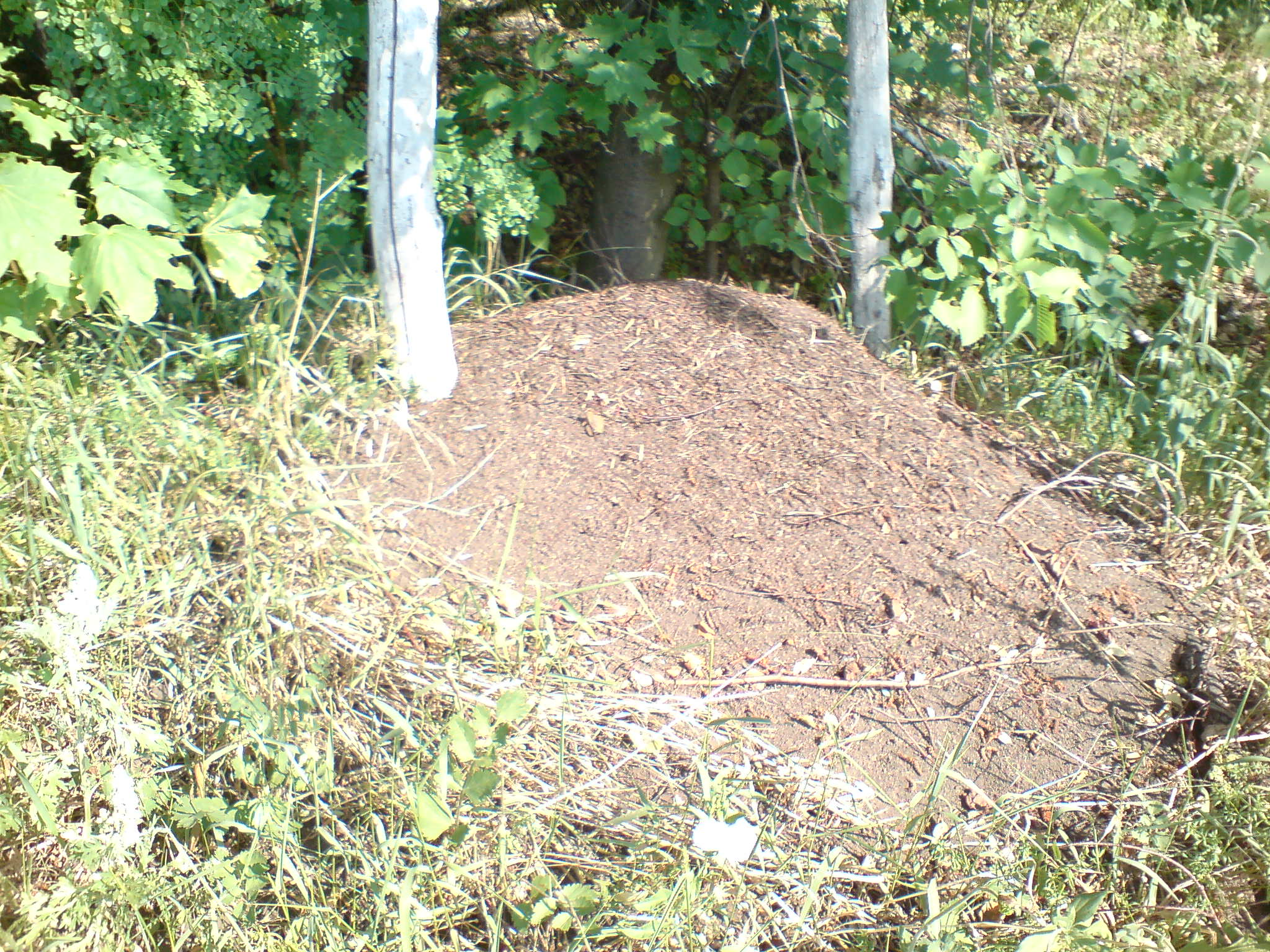
Муравейник в лесу близ Алшихово (Ибресинский район, Чувашия).

Фауна Чувашии — совокупность видов животных, обитающих в Чувашии. Она представляет собой сочетание фаун широколиственных и смешанных лесов, а также лесостепей со степными участками (на юго-востоке республики) и таёжных лесов (на севере Чувашии). Включает около 5000 видов, из них около 4500 членистоногих, 51 вид одноклеточных, 31 — червей, 41 — моллюсков, около 400 видов позвоночных животных.

## Позвоночные животные
Наиболее исследованы территории особо охраняемых участков природы, таких как Присурский заповедник и Национальный парк «Чаваш вармане». На территории заповедника зарегистрировано 167 видов птиц, 44 вида млекопитающих, 24 — рыб, 9 видов земноводных (краснобрюхая жерлянка, жаба обыкновенная, жаба зелёная, чесночница обыкновенная), пресмыкающиеся — 7 видов (обыкновенная гадюка, обыкновенный уж, медянка).
Основной охраняемый вид — выхухоль. Объектами охоты являются белка, заяц, куница, лиса, лось, кабан, лесной хорёк. Ранее в лесах обитали бурый медведь и олень европейский.

### Рыбы
В проходящих по Чувашии реках Волга, Сура, Цивиль, прудах и озёрах и других водоёмах отмечено 53 вида рыб, из них включены в Красную книгу Чувашской Республики такие как кумжа (форель ручьевая, по-видимому, исчезнувший вид), белорыбица, белуга, осётр русский, сельдь-черноспинка, угорь обыкновенный, шип, быстрянка русская, подкаменщик обыкновенный, стерлядь, голавль, гольян обыкновенный, горчак обыкновенный, обыкновенный подуст, гольян озёрный. Среди обычных лещ, щука, карась, линь, речной окунь, обыкновенный судак, краснопёрка, сазан, уклейка, чехонь, налим, язь и другие. Среди заносных видов ротан, тюлька, белый амур и толстолобик.

### Земноводные
Зарегистрировано 10 видов — гребенчатый тритон, обыкновенный тритон, обыкновенная чесночница, краснобрюхая жерлянка, серая жаба, зеленая жаба, травяная лягушка, остромордая лягушка, озёрная лягушка, прудовая лягушка (съедобная лягушка, гибрид двух последних видов).

### Пресмыкающиеся
Отмечено 7 видов: прыткая ящерица, живородящая ящерица, веретеница, обыкновенная гадюка, обыкновенный уж, обыкновенная медянка, черепаха болотная.

### Птицы
Зарегистрировано 275 видов птиц, из них 74 вида включены в Красную книгу Чувашской Республики. Среди птиц: сова, серая цапля, ястреб, клёст, снегирь, ласточка, воробей, жаворонок, стриж, желна, кукушка, тетерев, рябчик, глухарь, дрозд, поползень, синицы, горихвостка, куропатка, коростель, сокол, белый аист, орёл и другие.

### Млекопитающие
На территории Чувашской Республики обитает 66 видов из 6 отрядов и 19 семейств. Среди них волк, лисица, заяц-русак, бурый медведь, барсук, куница, лось, кабан, лесной хорёк, сурок-байбак, тушканчик, суслик, крот, хомяк, ёж, бурундук и др.

## Насекомые
На территории Чувашии отмечено более 4000 видов насекомых из 28 отрядов: 2500 видов жуков (109 семейств, в том числе из крупнейших — жужелицы, плавунцы, стафилиниды, пластинчатоусые, листоеды, усачи, слоники; в Красную книгу Чувашии рекомендовано включить виды: жук-олень, бронзовка зелёная, обыкновенный отшельник и др.) и более 1600 видов бабочек,.
- Жесткокрылые (Coleoptera) — более 2500 видов[13]
  - Жужелицы (Carabidae) — более 250 видов[14]
  - Долгоносики (слоники, Curculionidae, Nanophyidae, Apionidae, Dryopthoridae) — около 450 видов из 4 семейств[15]
  - Дровосеки (усачи, шĕкĕ, Cerambycidae) — более 100 видов[16]
  - Стафилиниды (коротконадкрылые, Staphylinidae) — 488 видов, 136 родов, 14 подсемейств[17][18]
- Перепончатокрылые (пилильщики, рогохвосты, наездники, пчёлы, осы, муравьи, Heteroptera). 20 видов включены в Красную книгу Чувашии.
  - Муравьи (Formicidae) — около 40 видов[19]
  - Роющие осы — 119 видов[20][21]
  - Шмели (Bombus) — около 30 видов. Среди обычных Ш. садовый (B. hortorum), Ш. полевой (B. agrorum), Ш. городской (B. hypnorum), Ш. земляной (B. terrestis), Ш. каменный (B. lapidarius)[22]
- Полужесткокрылые (Heteroptera) — около 300 видов. Водяной палочник (Ranatra linearis) включён в местную Красную книгу в качестве редкого вида[23]
- Прямокрылые (Orthoptera) — 45 видов (саранчовые — 25, тетригиды — 3, кузнечиковые — 13, сверчковые — 4)[24]
- Равнокрылые (Homoptera) — более 300 видов (белокрылки, листоблошки, тли, цикадовые, червецы, щитовки)[25]
- Чешуекрылые (Lepidoptera) — более 1600 видов[12]

## Паукообразные
- Пауки (Aranei) — более 260 видов, в том числе охотник каёмчатый (Dolomedes fimbriatus), домовый паук (Tegenaria domestica), крестовик обыкновенный, водяной паук-серебрянка (водяной паук), южнорусский тарантул[26]

## Виды Чувашии, включённые в Красную книгу РФ

### Млекопитающие
- Русская выхухоль (Desmana moschata)

### Птицы
- Беркут (Aquila chrysaetos)
- Большой кроншнеп (Numenius arquata)
- Большой подорлик (Aquila clanga)
- Змееяд (Circaetus gallicus)
- Кулик-сорока (Haematopus ostralegus)
- Серый сорокопут (Lanius excubitor excubitor)
- Могильник (Aquila heliaca)
- Степной лунь (Circus macrourus)
- Орлан-белохвост (Haliaeetus albicilla)
- Филин (Bubo bubo)
- Чёрный аист (Ciconia nigra)

### Насекомые
- Отшельник обыкновенный (Osmoderma eremita)
- Обыкновенный аполлон (Parnassius apollo)
- Степной шмель (Bombus fragrans)